# 索韦拉托
索韦拉托（義大利語：Soverato），是意大利卡坦扎罗省的一个市镇。总面积7.7平方公里，人口9616人，人口密度1248.8人/平方公里（2009年）。ISTAT代码为079137。